# Club Deportivo Magallanes (femenino)
Club Deportivo Magallanes es un club de fútbol femenino chileno de la ciudad de Santiago. Milita actualmente en la Primera B de Fútbol Femenino de Chile. Participó en la Primera División femenina por primera vez en el Clausura 2013, obteniendo el último lugar de la zona sur.
La rama femenina fue creada a mediados del 2013 para la participación del torneo de clausura de aquel año, bajo el nombre de Deportes Ñielol.
Hasta 2015, era, junto a Boston College y la Universidad Austral de Chile el único equipo participante de la Primera división que no tenía similar masculino en algún torneo oficial de la ANFP o la ANFA. Luego se afilió al club masculino Deportes Magallanes para así cumplir los requisitos de Conmebol de que los clubes masculinos deben tener obligatoriamente una rama femenil.

## Historia
En el año 2013, en la novena región, los dos equipos que formaban parte del torneo nacional eran Deportes Temuco, y Unión Temuco. La fusión de ambos conjuntos originó una nueva institución femenina a la que llamaron Deportes Temuco, uniéndose los dos equipos femeninos y sus planteles. 
Mientras el nuevo Deportes Temuco se preparaba para afrontar el Clausura 2013, por otro lado, Ramón Velásquez y sus chicas buscaban alguna posibilidad de no dejar de participar en el campeonato profesional. Fueron golpeando muchas puertas de clubes con la necesidad de que les facilitaran el nombre para seguir siendo un equipo de la liga profesional femenina. Estuvieron muy cerca de recibir la ayuda de Malleco Unido, sin embargo, no se llegó a un acuerdo final, incluso surgió la posibilidad de utilizar el nombre del Lota Schwager, pero tampoco hubo luz verde. Finalmente actuaría bajo el nombre del Club Deportivo Deportes Ñielol.
Tras 2 temporadas con ese nombre, a poco andar el Clausura 2015, las apodadas como las chicas del cerro, toman el nombre de Deportivo Magallanes.

## Estadio
Por ser un club que se formó recientemente y prácticamente desde cero, Deportivo Magallanes hace de local en diferentes estadios de la ciudad de Temuco, pero principalmente, utiliza los recintos ubicados al interior de Campo de Deportes Ñielol, ubicado a la orilla del mítico cerro, en la calle Manuel Antonio Matta a la altura 0601 de dicha ciudad. Otros recintos que utiliza son el Estadio Amanecer, Estadio Venecia y el Estadio Costanera, todos también de la ciudad de Temuco.

## Datos del club
- Temporadas en Primera División femenina: 7 (Clausura 2013 - presente)
- Debut en Primera División femenina: Clausura 2013.
- Mejor puesto en la liga: 8° Zona Sur Apertura 2015.
- Mejor puesto en Copa Chile: Sin participacion.